# Lebia marginata
Lebia marginata (лат.) — вид жуков-жужелиц из подсемейства харпалин.
Распространён в Европе: в Австрии, Бельгии, Боснии и Герцеговине, Великобритании, Венгрии, Германии, Грузии, Испании, Италии, Лихтенштейне, Польше, Португалии, Румынии, Словакии, Турции, Украине, Франции, Чехии и Швейцарии; в Азии: в России и Казахстане.
Длина тела взрослых насекомых 4—4,5 мм.

## Синонимы
В синонимику вида входят следующие биномены:
- Carabus marginata Geoffroy, 1785basionym
- Carabus haemorrhoidalis Fabricius, 1787